# Ivar Lindström (förläggare)
Lars Ivar Lindström, född 28 maj 1915 i Kungsholms församling i Stockholm, död 2 januari 2004 i Mariefreds församling i Södermanlands län, var en svensk förläggare.
Han var son till förläggaren Edvard Lindström och Agnes Uhlin samt bror till Hans Lindström. Han arbetade från unga år vid familjeföretaget Saxon & Lindströms förlags AB, där han var kamrer och senare disponent och verkställande direktör fram till 1980-talet.
Han gifte sig 1940 med Aina Liliebladh (1915–1979) och var därefter sambo med Anne-Margrethe Björlin till sin död. Han är begravd på gamla delen av  Mariefreds kyrkogård.